# Ravinmattvävare
Ravinmattvävare (Bathyphantes reprobus) är en spindelart som först beskrevs av Kulczynski 1916.  Ravinmattvävare ingår i släktet Bathyphantes och familjen täckvävarspindlar. Arten är reproducerande i Sverige. Inga underarter finns listade i Catalogue of Life.